# Антирабический иммуноглобулин
Антираби́ческий иммуноглобули́н — иммуноглобулин, используемый для иммунизации против бешенства. Международное непатентованное название: Immunoglobulin rabies (Иммуноглобулин антирабический).

## История
История применения гетерологичной сыворотки начинается с конца XIX века, когда в 1889 году V. Babes и M. Lepp впервые установили противовирусную активность антирабической сыворотки. Но результаты были неоднозначными. В 1945 году К. Habel впервые получил концентрированную кроличью сыворотку с высоким титром вируснейтрализующих антител и показал высокую эффективность этого препарата в опытах на различных лабораторных животных, предварительно зараженных уличным или фиксированным вирусом бешенства. Прогрессивным в лечении бешенства стало применение G.M. Ваег et а1., М. Ва^а^ и М. Thodssi в Иране, М.А. Селимовым в России (1978) антирабического гамма-глобулина из сыворотки крови иммунизированной против вируса бешенства лошади.

## Состав препарата
Препарат представляет собой белковую фракцию иммунной сыворотки крови лошади. В качестве стабилизатора используется гликокол. Иммуноглобулин на вид — прозрачная или слабоопалесцирующая бесцветная или слабо-жёлтой окраски жидкость. Активность препарата составляет не менее 150 МЕ/мл.

## Показания к применению
Пассивная лечебно-профилактическая иммунизация против бешенства при любых повреждениях кожных покровов (укусах, любых ранах и царапинах), нанесённых дикими или домашними животными, больными бешенством, с подозрением на бешенство, находящимися под ветеринарным наблюдением или вне его, а также при попадании на слизистые оболочки или поврежденную кожу слюны заражённых животных.

## Дозы
Дети и взрослые, в/м: человеческий  20 МЕ/кг , лошадиный 40МЕ/кг. однократно. Половиной дозы обкалывают место укуса, другую половину вводят внутримышечно. Одновременно вводят антирабическую диплоидноклеточную вакцину.